# Myrmecocystus kennedyi
Myrmecocystus kennedyi är en myrart som beskrevs av Roy R. Snelling 1969. Myrmecocystus kennedyi ingår i släktet Myrmecocystus och familjen myror. Inga underarter finns listade i Catalogue of Life.

## Bildgalleri

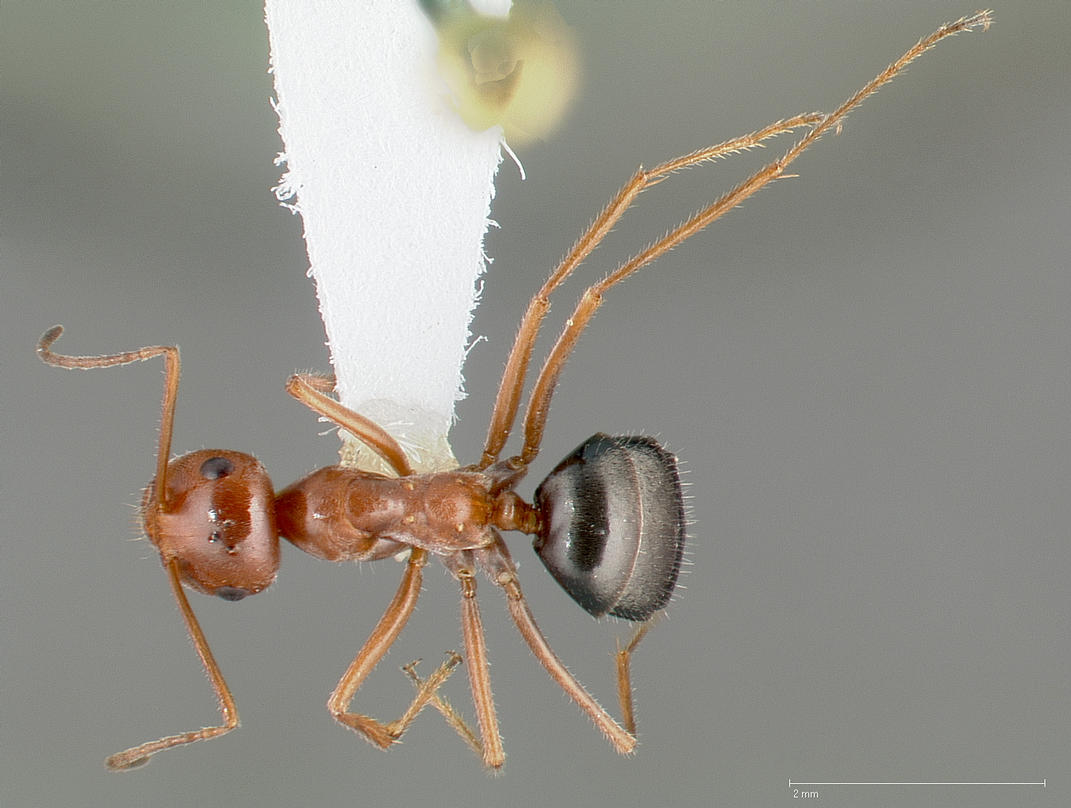
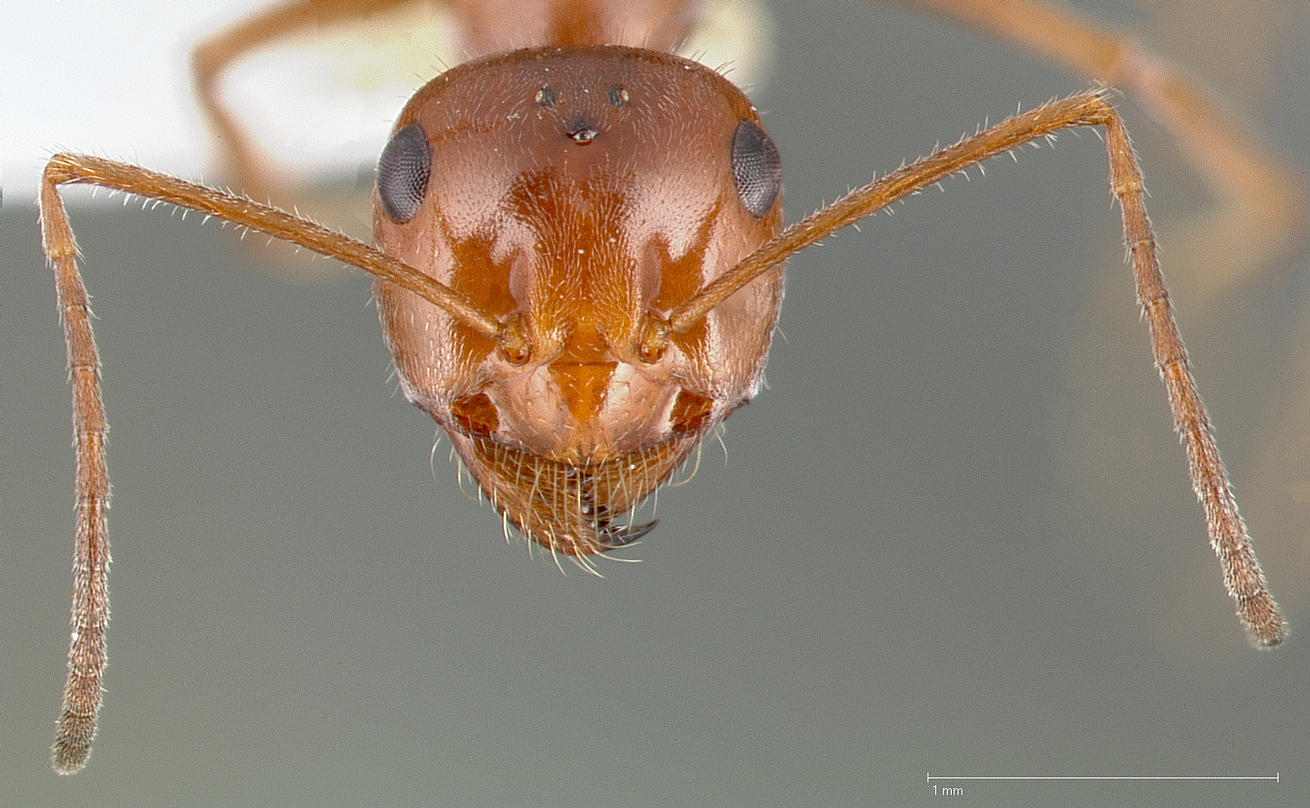
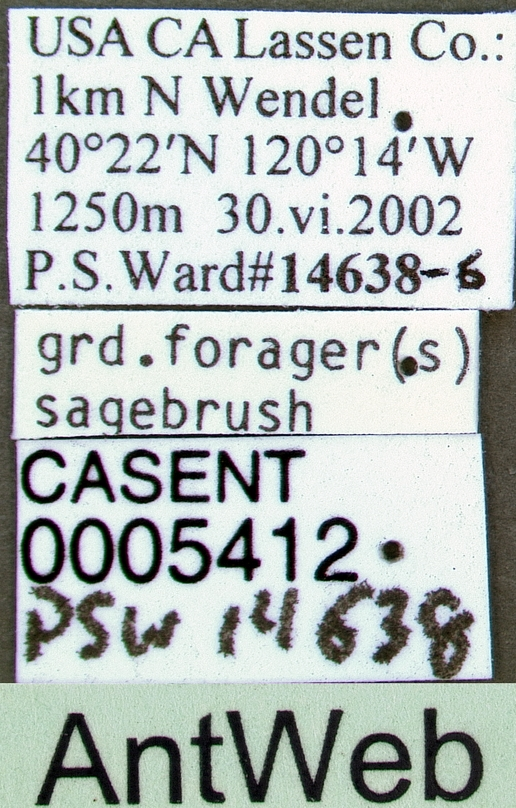
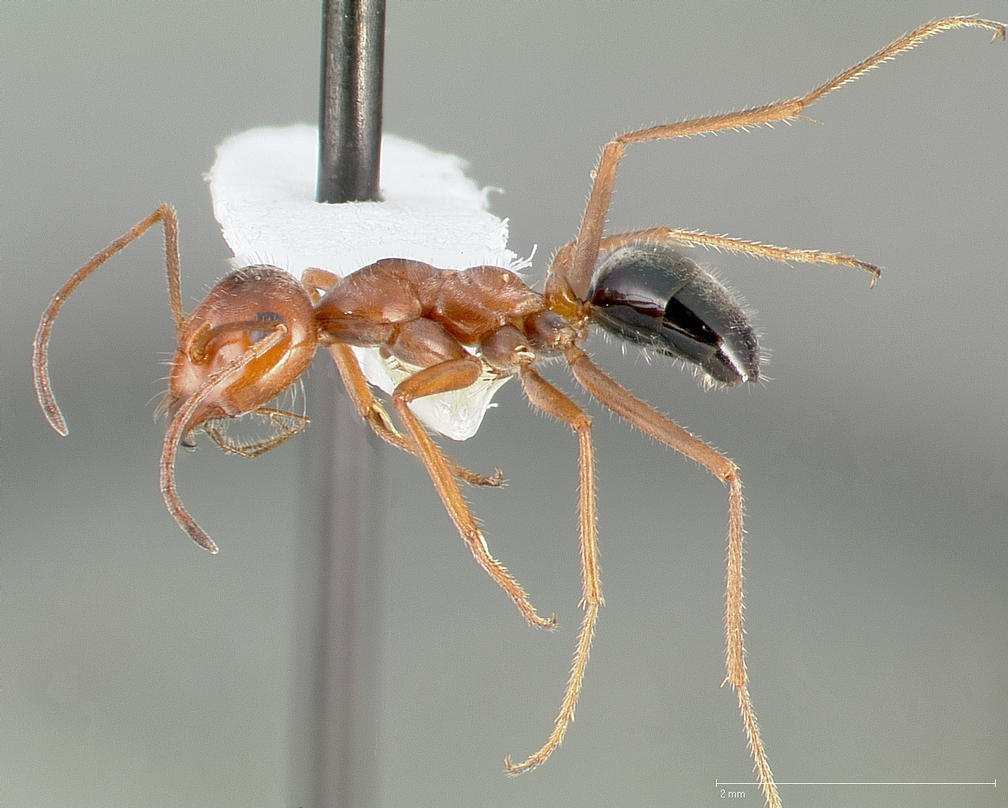